# Iago omanensis
Iago omanensis е вид акула от семейство Triakidae. Видът не е застрашен от изчезване.

## Разпространение
Разпространен е в Бангладеш, Джибути, Египет, Еритрея, Йемен, Индия, Иран, Мианмар, Оман, Пакистан, Саудитска Арабия, Сомалия и Судан.